# María Paulina Pérez García
María Paulina Pérez García (ur. 10 stycznia 1996 w Barranquilli) – kolumbijska tenisistka, reprezentantka kraju w Pucharze Billie Jean King.

## Kariera tenisowa
W lutym 2013 roku zadebiutowała w WTA Tour. Wraz ze swoją siostrą Paulą otrzymały dziką kartę do turnieju w Bogocie. W pierwszej rundzie przegrały z duetem Alizé Cornet i Pauline Parmentier 1:6, 5:7.
W 2015 roku po raz pierwszy została powołana do gry w Pucharze Federacji.
W 2018 roku zdobyła dwa złote medale na igrzyskach Ameryki Środkowej i Karaibów w Barranquilli, natomiast w 2022 roku zdobyła złoty medal w grze podwójnej na igrzyskach boliwaryjskich w Valledupar.

## Finały turniejów WTA
| Legenda                   | Legenda |
| ------------------------- | ------- |
| Wielki Szlem              |         |
| Igrzyska olimpijskie      |         |
| WTA Tour Championships    |         |
| od 2021                   |         |
| WTA 1000 (obowiązkowe)    |         |
| WTA 1000 (nieobowiązkowe) |         |
| WTA 500                   |         |
| WTA 250                   |         |
| WTA 125                   |         |

### Gra podwójna 1 (1–0)
| Końcowy wynik | Nr | Data         | Turniej   | Nawierzchnia | Partnerka        | Przeciwniczki                             | Wynik finału   |
| ------------- | -- | ------------ | --------- | ------------ | ---------------- | ----------------------------------------- | -------------- |
| Zwyciężczyni  | 1. | 5 marca 2023 | Monterrey | Twarda       | Yuliana Lizarazo | Kimberly Birrell Fernanda Contreras Gómez | 6:3, 5:7, 10–5 |

## Finały turniejów WTA 125

### Gra podwójna 2 (0–2)
| Końcowy wynik | Nr | Data             | Turniej      | Nawierzchnia | Partnerka        | Przeciwniczki                               | Wynik finału   |
| ------------- | -- | ---------------- | ------------ | ------------ | ---------------- | ------------------------------------------- | -------------- |
| Finalistka    | 1. | 19 sierpnia 2023 | Barranquilla | Twarda       | Yuliana Lizarazo | Walendini Gramatikopulu Despina Papamichail | 6:7(2), 5:7    |
| Finalistka    | 2. | 3 grudnia 2023   | Buenos Aires | Ceglana      | Sofia Sewing     | María Lourdes Carlé Despina Papamichail     | 3:6, 6:4, 9–11 |